# 1. Lig 1982-83
La 1. Lig 1982-83 fue la 25.ª temporada del fútbol profesional en Turquía.

## Tabla de posiciones
|     | Equipo          | PJ | PG | PE | PP | GF | GC | DG  | Pts | Notas                                           |
| --- | --------------- | -- | -- | -- | -- | -- | -- | --- | --- | ----------------------------------------------- |
| 1.  | Fenerbahçe      | 34 | 18 | 13 | 3  | 43 | 20 | +23 | 49  | Copa de Campeones de Europa 1983-84             |
| 2.  | Trabzonspor     | 34 | 17 | 13 | 4  | 40 | 19 | +21 | 47  | Copa de la UEFA 1983-84                         |
| 3.  | Galatasaray     | 34 | 17 | 10 | 7  | 50 | 33 | +17 | 44  | Copa de los Balcanes 1983-84                    |
| 4.  | Boluspor        | 34 | 16 | 9  | 9  | 39 | 23 | +16 | 41  |                                                 |
| 5.  | Beşiktaş        | 34 | 16 | 7  | 11 | 49 | 30 | +19 | 39  |                                                 |
| 6.  | MKE Ankaragücü  | 34 | 8  | 18 | 8  | 38 | 37 | +1  | 34  |                                                 |
| 7.  | Adana Demirspor | 34 | 13 | 7  | 14 | 39 | 36 | +3  | 33  |                                                 |
| 8.  | Bursaspor       | 34 | 11 | 11 | 12 | 36 | 34 | +2  | 33  |                                                 |
| 9.  | Kocaelispor     | 34 | 10 | 13 | 11 | 34 | 37 | -3  | 33  |                                                 |
| 10. | Adanaspor       | 34 | 11 | 10 | 13 | 32 | 35 | -3  | 32  |                                                 |
| 11. | Sakaryaspor     | 34 | 13 | 6  | 15 | 37 | 43 | -6  | 32  |                                                 |
| 12. | Sarıyer         | 34 | 8  | 15 | 11 | 35 | 43 | -8  | 31  |                                                 |
| 13. | Zonguldakspor   | 34 | 9  | 12 | 13 | 31 | 35 | -4  | 30  |                                                 |
| 14. | Antalyaspor     | 34 | 9  | 11 | 14 | 27 | 40 | -13 | 29  |                                                 |
| 15. | Mersin          | 34 | 10 | 9  | 15 | 19 | 32 | -13 | 29  | Descendido a la 2. Lig Recopa de Europa 1983-84 |
| 16. | Samsunspor      | 34 | 10 | 8  | 16 | 37 | 49 | -12 | 28  | Descendido a la 2. Lig                          |
| 17. | Gaziantepspor   | 34 | 9  | 9  | 16 | 23 | 35 | -12 | 27  | Descendido a la 2. Lig                          |
| 18. | Altay           | 34 | 7  | 7  | 20 | 27 | 55 | -28 | 21  | Descendido a la 2. Lig                          |

|                                    |
| Campeón Fenerbahçe SK 10.mo título |